# Попов, Фаддей Никитич
Попов Фаддей Никитич (ок. 1673 — после 1733) — судостроитель, парусный мастер (зейль-макер) майорского ранга; сподвижник Петра I, строитель «новоманерных» бригантин на Лужской и Ижорских верфях, хранитель модель-камеры в Воронежском адмиралтействе, капитан-лейтенант Преображенского полка.

## Биография
Фаддей Попов начал службу солдатом в потешных войсках Петра I, в 1691 году стал бомбардиром Преображенского полка, участвовал в постройке судов потешной флотилии Петра I в селе Веськово на Плещеевом озере.
В 1697 году в числе волонтёров третьего десятка Великого посольства был отправлен в Голландию. В Амстердаме определён к изучению науки кораблестроения. Затем, вместе с Иваном Кочетом, был направлен в Венецию для изучения парусного дела, теории и практики изготовления парусов. Венецианская республика русским волонтёрам Федосею Скляеву, Лукьяну Верещагину и Попову разрешила работать в Арсенале «у галиацов и у каторг» (галиотов и галер). Обучение в Венеции продлилось до октября 1698 года. В феврале 1699 года, по приказу Ф. Головина, волонтёры вернулись в Москву, сухопутным путём через Вену, Краков, Киев, а затем выехали в Воронежское адмиралтейство. Работал подмастерьем при голландских и венецианских парусных мастерах на русской службе (зейль-макерах). В 1701 году Ф. Попов одним из первых в России получил звание парусного мастера (зейль-макера) с ежегодным жалованием 80 рублей.
В 1704 году переведён на Ладожское озеро. На Сясьской и Олонецкой верфях работал главным помощником Ивана Кочета, который заведовал там парусной мастерской. В деле был рачителен. Обнаружив, что иглы, для шитья парусов, закупленные в Москве хуже и дороже, чем у адмиралтейского кузнеца Переславцова доложил об этом в коллегию.
В 1711—1712 годах Попов принимал участие в строительстве «новоманерных русских бригантин», получивших широкую известность, как скампавеи или полугалеры, на Лужской верфи под руководством корабельного мастера Ю. А. Русинова и на Ижорской верфи под руководством корабельного мастера Осипа Ная. Затем вернулся в Воронежское адмиралтейство, был хранителем модель-камеры в Воронеже, в которой были собраны модели кораблей, строившихся в Адмиралтействе и образцы их парусного вооружения, а также чертежи парусов.
3 декабря 1713 года, по указанию Петра I, Фаддей Попов с кораблестроителями Ф. И. Кирикрейским и Чанчиковыми вместе с их учениками, были переведёны в Санкт-Петербургское Адмиралтейство.
В 1719 году находился на о. Котлин «у переделки» парусов для трёх кораблей. 9 ноября 1723 года, по устному повелению Его Величества, получил прибавку 25 рублей к месячному жалованию.
В 1727 году был произведён от флота в капитан-лейтенанты Преображенского полка. В декабре 1732 года подал прошение об отставке. 13 февраля 1733 года за старостью уволен от службы с награждением рангом майора и с годовым окладом жалования 300 рублей.